# Jourdan Lewis
Jourdan Julian Lewis (Detroit, Míchigan, 31 de agosto de 1995) más conocido como Jourdan Lewis, es un jugador profesional estadounidense de fútbol americano que se desempeña en la posición de cornerback en Dallas Cowboys, equipo de la National Football League (NFL).

## Carrera
Fue seleccionado en la tercera ronda en la Reunión Anual de Selección de Jugadores de la NFL de 2017. Hizo su debut profesional con el equipo Dallas Cowboys, donde lleva jugando siete temporadas.